# 胡冶
胡冶（1971年11月—），江苏睢宁人，汉族，九三学社社员。中华人民共和国政治人物、第十三届全国人民代表大会江苏地区代表。

## 生平
2018年2月24日，当选为第十三届全国人大代表。